# Щебенка (станція)
Щебе́нка — вантажно-пасажирська залізнична станція Донецької дирекції Донецької залізниці. Розташована у с-щі Щебенка, Єнакієвська міська рада, Донецької області на перетині двох ліній Кринична — Вуглегірськ, Щебенка — 5 км між станціями Монахове (7 км) та Єнакієве (6 км). На Щебенці є відгалуження на Нижньокринку (14 км).
Через військову агресію Росії на сході Україні транспортне сполучення припинене, водночас керівництво так званих ДНР та ЛНР заявляло про запуск електропоїзда сполученням Луганськ — Ясинувата, що підтверджує сайт Яндекс.